# Newtonia paucijuga
Newtonia paucijuga är en ärtväxtart som först beskrevs av Hermann August Theodor Harms, och fick sitt nu gällande namn av John Patrick Micklethwait Brenan. Newtonia paucijuga ingår i släktet Newtonia och familjen ärtväxter. Inga underarter finns listade i Catalogue of Life.